# Cuphea paucipetala
Cuphea paucipetala är en fackelblomsväxtart som beskrevs av S. A. Graham. Cuphea paucipetala ingår i släktet blossblommor, och familjen fackelblomsväxter. Inga underarter finns listade i Catalogue of Life.